# Dimos Perama
Dimos Perama (Perama) är en kommun i Grekland.   Den ligger i prefekturen Nomós Piraiós och regionen Attika, i den sydöstra delen av landet, 12 km väster om huvudstaden Aten. Antalet invånare är 25 389.